# Oshkosh L-ATV
O Oshkosh L-ATV (Light Combat Tactical All-Terrain Vehicle) é um veículo utilitário de combate de multi-propósito desenvolvido a partir do programa Joint Light Tactical Vehicle (JLTV) para as Forças Armadas dos Estados Unidos. Ele foi desenvolvido para substituir o High Mobility Multi-purpose Wheeled Vehicle (HMMWV) como o principal veículo utilitário do exército americano e do corpo de fuzileiros navais.

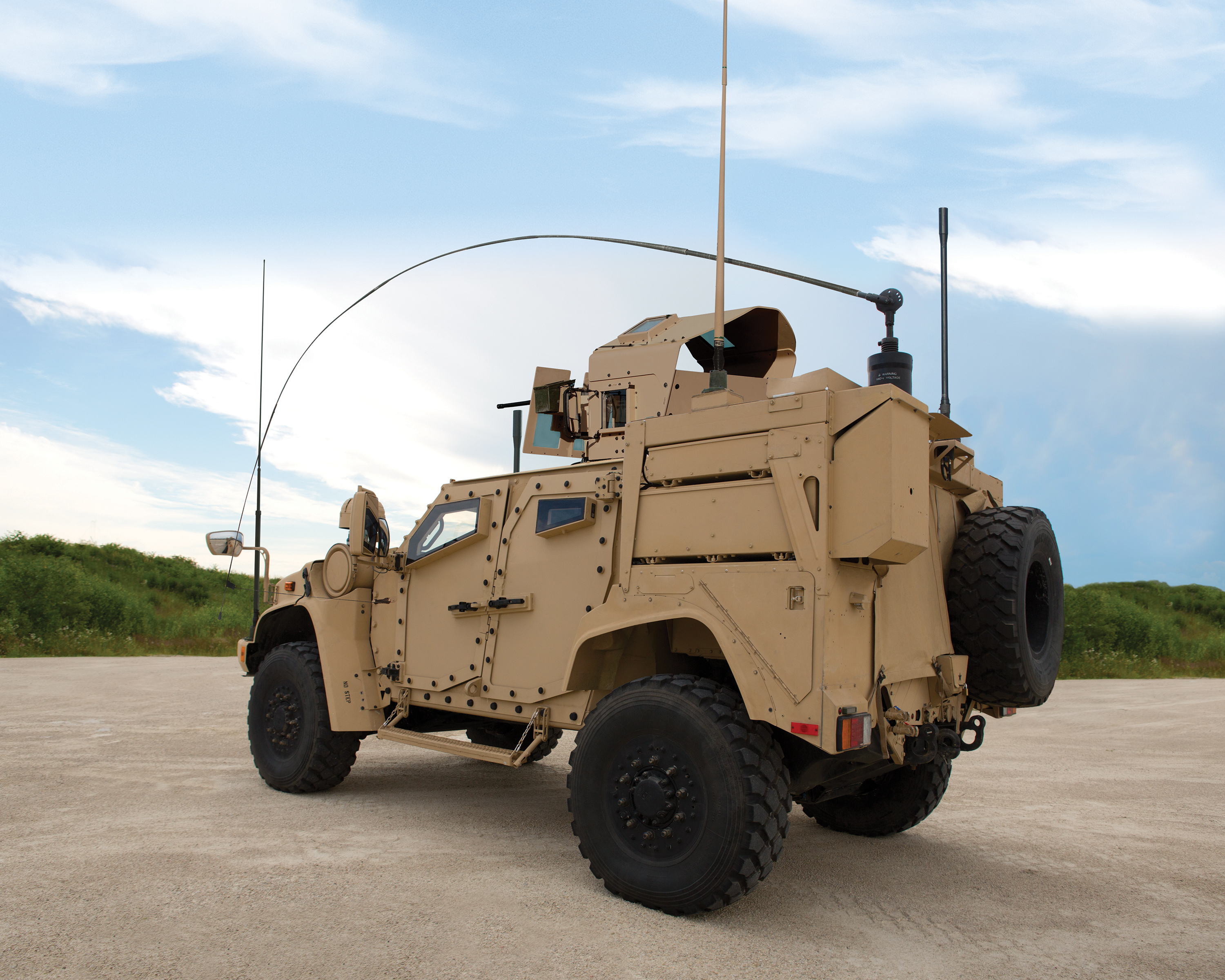
A parte de trás de um L-ATV.

O Oshkosh L-ATV é mais leve, manobrável, melhor blindado e com maior alcance operacional que os veículos utilitários atualmente a serviço nos Estados Unidos.

## Uso operacional
Em 25 de agosto de 2015, o L-ATV foi selecionado como o veículo principal do programa JLTV. As primeiras encomendas foram feitas pelo exército em 2016. No geral, o Corpo de Fuzileiros Navais americano encomendou 9 091 destes veículos (que deverão ser entregues totalmente até 2022) e o exército pediu por 49 099 L-ATVs de diversas variantes, para serem entregues entre 2019 e 2040. A marinha e a força americana aérea também deverão receber alguns JLTVs. Os primeiros veículos deste tipo foram entregues em setembro de 2016 e colocados no serviço ativo em 2019.
Em 2022, o governo brasileiro divulgou que adquiriu pelo menos quatro Oshkosh 4x4 JLTV para uso do Corpo de Fuzileiros Navais do Brasil. Em março de 2023, as primeiras unidades começaram a chegar ao território brasileiro.